# Objectiu: Bin Laden
Objectiu: Bin Laden (Army of One en anglès) és una pel·lícula de comèdia nord-americana del 2016 dirigida per Larry Charles i escrita per Rajiv Joseph i Scott Rothman. La pel·lícula és protagonitzada per Nicolas Cage, Wendi McLendon-Covey, Rainn Wilson, Russell Brand, Denis O'Hare, Paul Scheer i Will Sasso.
La pel·lícula es va estrenar a través de vídeo a la carta i en cinemes selectes el 4 de novembre de 2016, abans de ser estrenada en DVD i Blu-ray el 15 de novembre de 2016 per Dimension Films. Ha estat doblada i subtitulada al català.
En una entrevista del 2020, Cage va revelar que la versió publicada de la pel·lícula va ser retallada per Bob Weinstein sense el permís de Charles i que la versió original d'aquest últim continua sense estrenar-se.

## Sinopsi
El film està basat en la veritable història de Gary Faulkner, un ex convicte que intenta 11 vegades viatjar a la regió del Pakistan per a donar-li caça a Osama Bin Laden amb només una espasa.

## Repartiment
- Nicolas Cage com a Gary Brooks Faulkner[4]
- Wendi McLendon-Covey com a Marci Mitchell[5]
- Rainn Wilson com l'agent Simons[6]
- Russell Brand com a Déu[6]
- Denis O'Hare com l'agent Doss[6]
- Paul Scheer com a Pickles[6]
- Adrian Martinez com a l'actor
- Matthew Modine com a Dr. Rose
- Will Sasso com a Roy
- Amar Chadha-Patel com a Osama bin Laden

## Producció
El 21 de gener de 2015, es va anunciar que Larry Charles dirigiria la pel·lícula, amb Nicolas Cage interpretant a Gary Faulkner, un personal de Colorado que rep una visió dient-li que anés al Pakistan per capturar Osama bin Laden. El 19 de febrer de 2015, Wendi McLendon-Covey es va unir al repartiment. El 16 d'abril de 2015 on van fer Russell Brand, Denis O'Hare, Ken Marino, Paul Scheer i Rainn Wilson. El rodatge va començar el 30 de març de 2015 i va acabar el 22 de maig de 2015.